# Chiché, Deux-Sèvres

Chiché este o comună în departamentul Deux-Sèvres, Franța. În 2009 avea o populație de 1,623 de locuitori.